# Pierre Chatenet

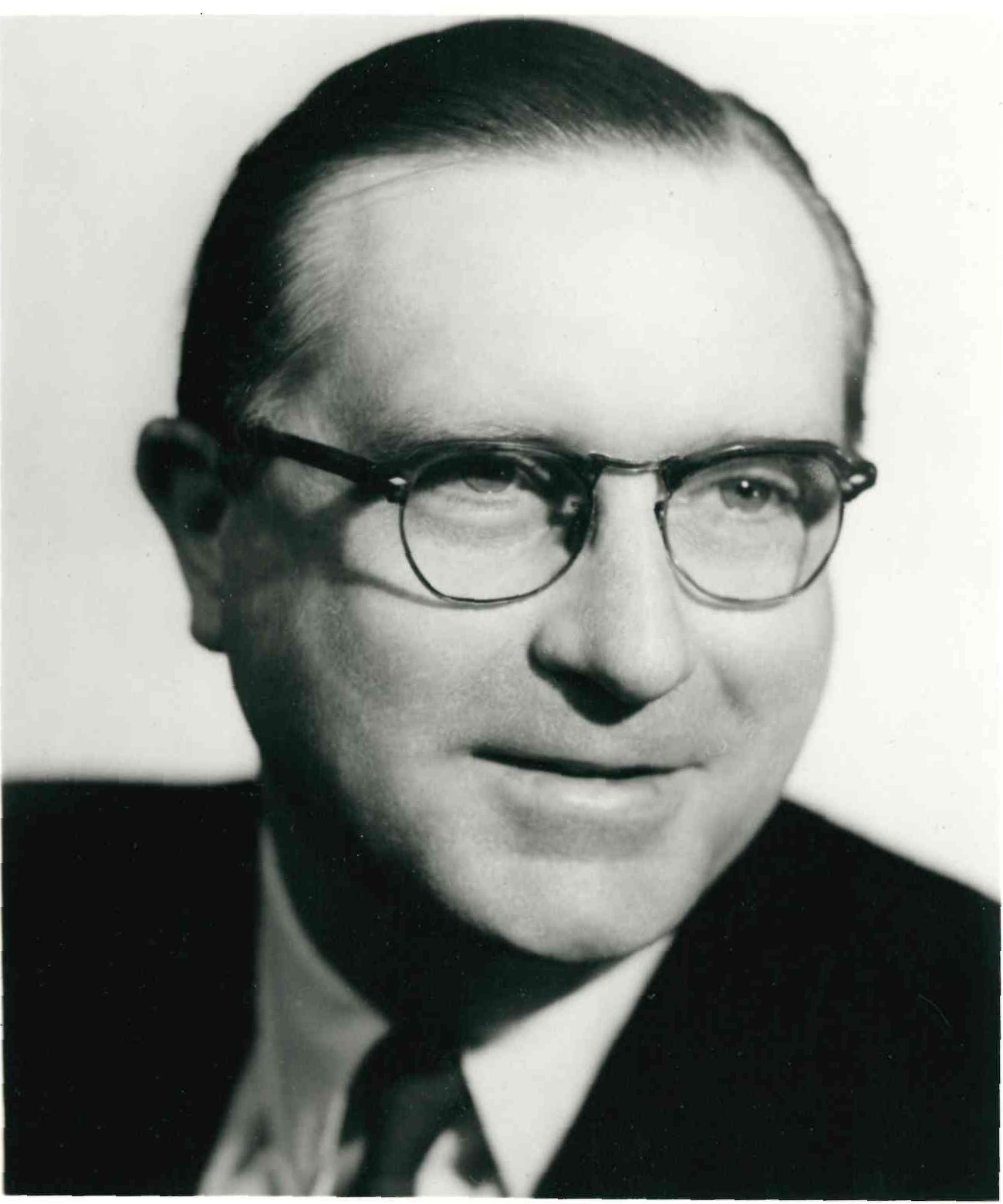

Pierre Chatenet (* 6. März 1917 in Paris; † 4. September 1997 in Tavers, Département Loiret) war ein französischer Politiker. Chatenet war Innenminister Frankreichs (1959–1961) und von 1962 bis 1967 Präsident der EURATOM.
Nach seiner Studienlaufbahn am Lycée Buffon und an der Universität von Paris sowie an der École libre des sciences politiques wurde er maître des requêtes im Staatsrat. Bald darauf wurde er Mitglied des Stabes von Arbeitsminister Alexandre Parodi und nahm zudem als französischer Delegierter an der Konferenz der Vereinten Nationen 1945 in San Francisco teil.
Chatenet fungierte kurzzeitig als Staatssekretär von Premierminister Michel Debré vom 8. Januar bis zum 28. Mai 1959. Danach war er für zwei Jahre Innenminister vom Mai 1959 bis zum Mai 1961. Da seine Gesundheit sehr angegriffen war, wurde er in diesem Amt von Roger Frey abgelöst. Von 1962 bis 1967 war er Präsident der Europäischen Atomgemeinschaft (EURATOM). Von 1968 bis 1977 war er Mitglied des Conseil constitutionnel (Verfassungsgerichts).